# Триатлон на Европейских играх 2023
Триатлон на Европейских играх 2023 года — соревнования по триатлону на Европейских играх 2023 состоялись в городе Кракове в Польше с 27 по 28 июня, а также 1 июля. Разыграно 3 комплекта наград. В соревнованиях приняли участие 113 спортсменов из 28 стран Европы.

## Календарь
| ЦО | Церемония открытия | 2 | Финалы соревнований | ЦЗ | Церемония закрытия |

| Июнь-Июль | Июнь-Июль | 21 Ср | 22 Чт | 23 Пт | 24 Сб | 25 Вс | 26 Пн | 27 Вт | 28 Ср | 29 Чт | 30 Пт | 1 Сб | 2 Вс | Медали |
| --------- | --------- | ----- | ----- | ----- | ----- | ----- | ----- | ----- | ----- | ----- | ----- | ---- | ---- | ------ |
| Триатлон  | Триатлон  |       |       |       |       |       |       | 1     | 1     |       |       | 1    |      | 3      |

### Медалисты
| Категория | Золото                                                                         | Серебро                                                                       | Бронза                                                                |
| Мужчины   | Ветле Бергсвик Торн · Норвегия                                                 | Шахар Сагив · Израиль                                                         | Адриен Бриффуд · Швейцария                                            |
| Женщины   | Солвейг Ловсет · Норвегия                                                      | Юлия Хаузер · Австрия                                                         | Жульен Вермейлен · Бельгия                                            |
| Микст     | Норвегия · Ветле Бергсвик Торн · Лотте Миллер · Каспер Сторнс · Солвейг Ловсет | Великобритания · Барклай Иззард · София Альден · Коннор Бентли · Сиан Райнсли | Венгрия · Гергели Кисс · Жанетт Брагмайер · Герго Доби · Марта Кропко |

### Общий зачёт
*   Принимающая страна (Польша)
| Место          | Страна         | Золото | Серебро | Бронза | Всего |
| -------------- | -------------- | ------ | ------- | ------ | ----- |
| 1              | Норвегия       | 3      | 0       | 0      | 3     |
| 2              | Австрия        | 0      | 1       | 0      | 1     |
| 2              | Великобритания | 0      | 1       | 0      | 1     |
| 2              | Израиль        | 0      | 1       | 0      | 1     |
| 5              | Бельгия        | 0      | 0       | 1      | 1     |
| 5              | Венгрия        | 0      | 0       | 1      | 1     |
| 5              | Швейцария      | 0      | 0       | 1      | 1     |
| Всего стран: 7 | Всего стран: 7 | 3      | 3       | 3      | 9     |